# Koninklijke Roei- en Nautische Sport Oostende
De Koninklijke Roei- en Nautische Sport Oostende (KRNSO) is een Belgische roeivereniging uit Oostende, die actief is langs het kanaal Brugge-Oostende, op de grens met Bredene in Oostende. De vereniging werd gesticht in 1871. De KRNSO is lid van de Vlaamse Roeiliga, de Koninklijke Belgische Roeibond en internationaal van de FISA.
Oud-toproeiers Björn Hendrikx en Bart Poelvoorde roeiden jarenlang voor deze club. De KRNSO beschikt al vele jaren over een zeer degelijke jeugdwerking. Het roeibladmotief is egaal grasgroen, zoals van het Irish National Rowing team.